# سيد خليل علي نجاد
سيد خليل عالي نجاد (بالفارسية: سید خلیل عالی‌نژاد) (مواليد  1968 في صحنة، كرمانشاه - 2001)، هو زعيم روحي لأهل الحق ومغني وموسيقي إيراني بدأ مسيرته الفنية عام 1980. يشتهر بعزفه على آلة الطنبور بطريقة روحانية.

## السيرة الذاتية
ولد سيد خليل في عائلة كردية في قرية صحنة بمقاطعة كرمانشاه شمال غرب إيران. بدأ بتعلم العزف على آلة الطنبور على يد سيد أمر الله شاه إبراهیمي، والدرويش أمير حياتي والسيد عابدين خادمي.
أنهى دراسته الأكاديمية في السبعينات في جامعة طهران بأطروحة بعنوان «الطنبور من البداية حتى الآن» (بالفارسية: تنبور از دیر باز تا کنون). خلال حياته أصبح يُعرف باسم الزعيم الروحي لأهل الحق الصوفية، وهو واحد من أقدم التعاليم الدينية وأقلها تعرضاً للتغيير في العالم وهي تمزج بين الديانات والتقاليد الشيعية والعلوية والصوفية.
يعتبره الكثيرون أفضل عازف للطنبور في القرن العشرين، ففي بداية الثمانينات انضم لفرقة شمس الصوفية. وفي مُنتصف الثمانينات أسس فرقة موسيقية باسم فرقة بابا طاهر. بجانب أدائه الفردي قام أيضاً بالعديد من الأعمال التعاونية. يملك شعبية كبيرة من الناس المستمعون لأغانيه الروحية.
انتقل سيد خليل من مسقط رأسه لطهران في نهاية الثمانينات ثم انتقل إلى السويد.

## وفاته
قُتل سيد خليل في مدينة غوتنبرغ في السويد، ثم تم إحراق جثته. ولم يتم التحقق من أسباب مقتله تماماً، لكن يعتقد بعض الإيرانيين أنه قتل من خصوم أهل الحق، لكن البعض يرجح مقتله على يد عملاء الحكومة الإيرانية، بدون وجود أي دلائل موثقة على ذلك. دُفنت جثته في مقاطعة كرمانشاه.

## ألبوماته
- (شیدا)
- (شکرانه)
- (ایین-مستان)
- (نوای قلندری)
- (حماسی)
- (زمزمه قلندری)
- (ثنای علی)
- (حال خونین دلان )
- (بیقرار)
- (سماع سر مستان)
- (ققنوس )
- (تکنوازی)
- (جواب آواز)

## روابط خارجية
- سيد خليل علي نجاد على موقع ميوزك برينز (الإنجليزية)
- سيد خليل علي نجاد على موقع ديسكوغز (الإنجليزية)